# Stenellipsis caledonica
Stenellipsis caledonica là một loài bọ cánh cứng trong họ Cerambycidae.